# Ronald Venetiaan
Ronald Runaldo Venetiaan és un polític i metge de la República de Surinam. Va néixer el 18 de juny del 1936 a Paramaribo, Surinam. Fou president de Surinam en dues ocasions: entre el 1991 i el 1995 i entre el 2000 i el 2010 (tres legislatures). El 1992 va firmar un acord d'alto el foc amb els principals grups guerrillers. A les eleccions del 2010, el seu partit fou el principal derrotat, ja que va guanyar l'ex-guerriller i colpista, Desi Bouterse.

## Vida personal
Venetiaan és matemàtic. El seu sobrenom significa venecià en neerlandès.